# Olenecamptus macari
Olenecamptus macari es una especie de escarabajo longicornio del género Olenecamptus, categorizada en la tribu Dorcaschematini, de la subfamilia Lamiinae. Fue descrita por Lameere en 1892.

## Descripción
Mide 8-22 mm de longitud.

## Distribución
Se distribuye por Angola, Camerún, Costa de Marfil, Malí, Guinea, Uganda, República Centroafricana, República Democrática del Congo y República del Congo.